# گورستان‌ها و یادبودهای جنگ جهانی اول (جبهه غربی)
گورستان‌ها و یادبودهای جنگ جهانی اول (جبهه غربی) یک میراث جهانی یونسکو است که شامل ۱۳۹ گورستان و یادبود در جبهه غربی جنگ جهانی اول است. در ۲۰ سپتامبر ۲۰۲۳، یونسکو این مکان‌ها را به‌عنوان میراث جهانی تعیین کرد.